# Étienne-Jules Marey

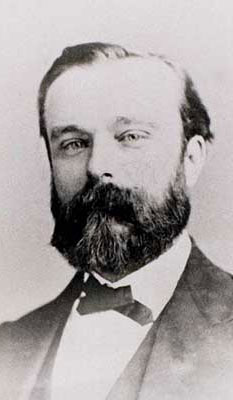
Marey

Etienne-Jules Marey (Beaune, 5 maart 1830 – Parijs, 16 mei 1904) was een Frans fysioloog die beschouwd kan worden als de vader van de chronofotografie. Hij maakte opeenvolgende foto's om beweging zichtbaar te maken. Marey was een wetenschapper en geen zakenman. Hij was enkel geïnteresseerd in de studie van de chronofotografie en had geen behoefte aan het projecteren van de foto's die hij maakte. 

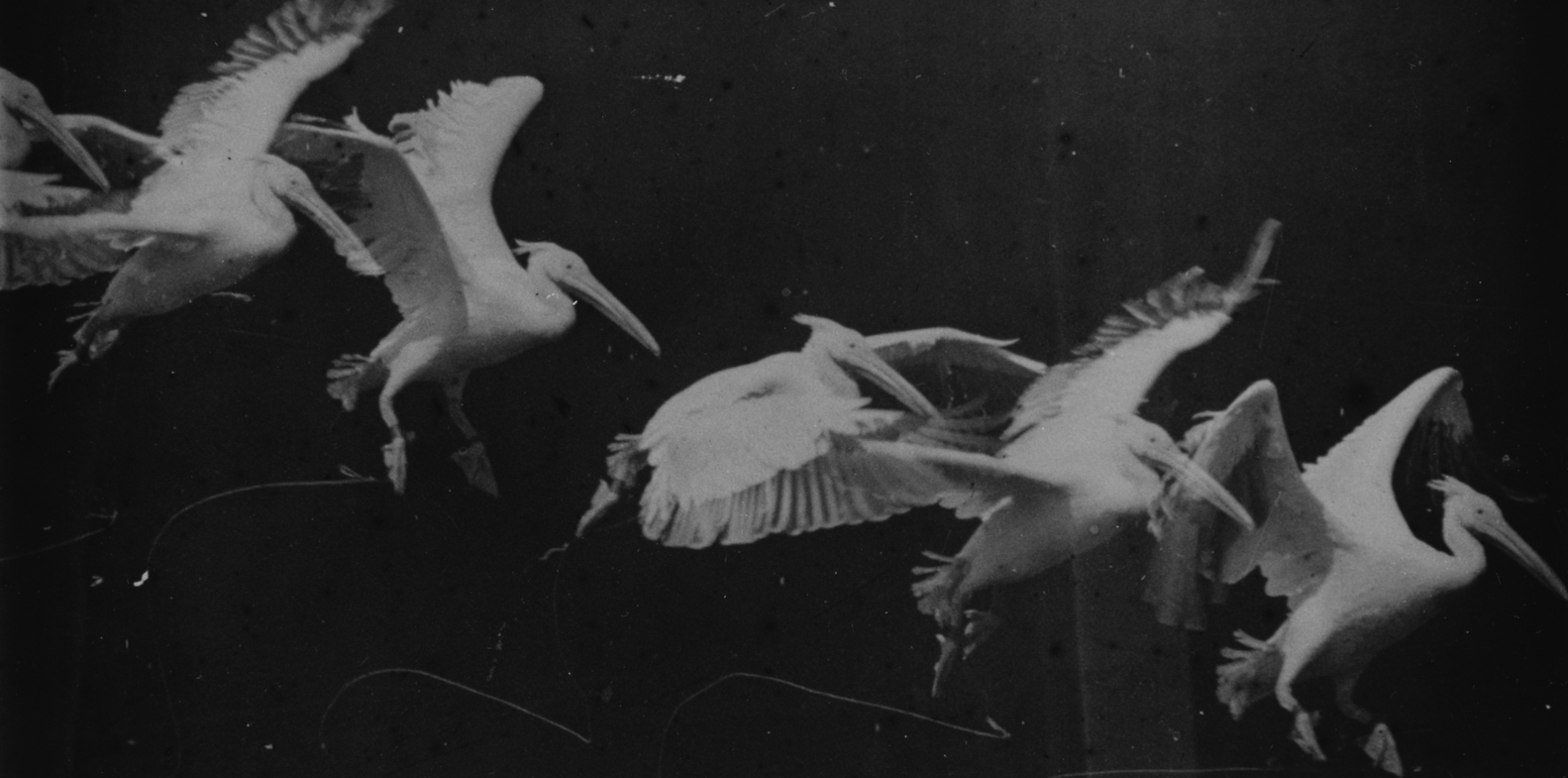
vliegende pelikanen uit 1882

Toen Georges Demenÿ de assistent van Marey werd gingen ze beiden intensief in een studio aan het werk. Marey gebruikte in hoog tempo de nieuwe uitvindingen op het gebied van de chronofotografie voor zijn studies, en presenteerde zijn resultaten vervolgens op de Académie des Sciences in Parijs. Een van de uitvindingen die hij deed was het chronofotografisch geweer waarmee in de ruimte bewegende objecten door middel van een serie opeenvolgende foto's zichtbaar konden worden gemaakt.
In tegenstelling tot Marey zag Georges Demenÿ wél in dat het resultaat van de experimenten interessante commerciële mogelijkheden bood. Hij vond de fonoscoop uit en hoopte een gat in de markt te hebben gevonden: in plaats van familiefoto's zou men voortaan familiefilmpjes kunnen maken. Demenÿ richtte hiervoor zijn eigen firma op, waarna het tot een breuk met Marey kwam, die zo'n activiteit beneden zijn stand vond.

## Publicaties
- Physlologie médicale de la circulation du sang" (186.);
- Études physiologiques sur les caractères graphiques des battements ducoeur (1863);
- Des mouvements de . fonctions de la vie (1868);
- La machine animale. locomotion terrestre et aérienne (1873/74);
- Physiologie expérimentale (1875);
- Pression et vitesse du sang (1876);
- La méthode graphique dans les sciences expérimentales (1878);
- La circulation du sang à l'état physlologique et dans les maladies (1881) u.a.